# Palamede Gattilusio
Palamede Gattilusio (* um 1395; † 1455) war von 1409 bis 1455 Herr von Ainos.
Er entstammte der angesehenen genuesischen Patrizierfamilie Gattilusio und war ein Sohn des Archon Francesco II. Gattilusio von Lesbos, und dessen Frau, einer unbenannten Prinzessin von Byzanz. Aus der Ehe Palamedes (Ehefrau namentlich nicht überliefert) gingen zwei Söhne hervor.
Da die Ehe von Niccolo I. Gattilusio, dem ersten Herrn von Ainos, ohne männliche Nachkommen blieb, wurde nach seinem Tod Palamede Gattilusio, der Sohn seines Bruders Francesco II. Gattilusio, Archon von Lesbos, als neuer Herr von Ainos eingesetzt. Vom byzantinischen Kaiser Johannes VIII. erhielt er später die Inseln Imbros und Samothraki als Lehen. Palamede baute in seinem Herrschaftsbereich eine schlagkräftige Flotte auf, mit der er sich am Kampf gegen die Osmanen u. a. an der Seite von Byzanz und Genua beteiligte. Nach dem Zusammenbruch des Byzantinischen Reiches im Jahr 1453 war aber auch Palamede dem osmanischen Druck nicht mehr gewachsen und wurde Sultan Mehmed II. tributpflichtig. Da Palamede Gattilusios ältester Sohn Giorgio bereits 1449 verstorben war, folgte 1455 sein jüngerer Sohn Dorino für kurze Zeit als Herr von Ainos.